# Alain Decaux raconte
 (avril 2018).
Si vous disposez d'ouvrages ou d'articles de référence ou si vous connaissez des sites web de qualité traitant du thème abordé ici, merci de compléter l'article en donnant les références utiles à sa vérifiabilité et en les liant à la section « Notes et références ».
Alain Decaux raconte, puis Le dossier d'Alain Decaux, nommé L'histoire en question de 1981 à 1985 est une émission de télévision historique française de quarante-cinq minutes présentée par Alain Decaux et diffusée sur la deuxième chaîne de l'ORTF, puis sur Antenne 2 du 10 juillet 1969 au 13 juillet 1987.

## Description
D'une durée initiale de quinze minutes, elle est diffusée en fin de programme durant l'été 1969 sur la deuxième chaine (comme elle s'appelait à l'époque). Forte de son succès, l'émission passe à trente minutes en 1970 (cette fois en direct), puis à sa durée définitive de quarante-cinq minutes en 1971.
À noter qu'à partir de septembre 1985, l'émission s'intitule Le dossier d'Alain Decaux, elle prendra fin en 1987.
Des transpositions écrites ont été publiées par la Librairie Académique Perrin.

## Liste des émisions

### Années 1960-1970

#### 1969
- 10 juillet : La disparition de Lionel Crabb, l'homme-grenouille
- 17 juillet : La Moresse de Moret
- 24 juillet : Néron a-t-il été calomnié ?
- 28 juillet : Les faussaires d'Hitler (Opération Bernhard)
- 31 juillet : Catherine Skavronska, aimée de Pierre le Grand
- 4 août : Le Comte de Saint-Germain et le secret d'immortalité
- 7 août : Qu'est devenu Martin Bormann, second d'Hitler ?
- 11 août : Bérénice, aimée de Titus
- 15 août : M. Boutin, le Lawrence français
- 25 août : Le comte de Sainte-Hélène, forçat-colonel

#### 1970
- 17 juillet : Théodora, impératrice de Byzance
- 24 juillet : La folle équipée de Rudolf Hess
- 31 juillet : Le mystère Cagliostro
- 7 août : La mort mystérieuse du général Sikorski
- 14 août : Était-il le tsar Dimitri ?
- 21 août : Skorzeny enlève Mussolini[1]
- 4 septembre : Manuel Godoy, aimé d'une reine
- 19 octobre : La disparition de l'archiduc Jean Salvator
- 16 novembre : L'affaire Cicéron (Elyesa Bazna)
- 14 décembre : A-t-on retrouvé l'arche de Noé ? (Fernand Navarra)

#### 1971
- 21 janvier : Qui était Savalette de Lange ?
- 18 février : L'extraordinaire aventure d'Alain Romans
- 18 mars : Opération Himmler
- 8 avril : Une nouvelle piste pour Louis XVII
- 6 mai : Lucky Luciano joue et gagne
- 24 juin : M. Schliemann découvre Troie
- 15 juillet : Le drame du « Laconia »[2]
- 6 août : Le trésor du Télémaque
- 16 septembre : Ce singulier Docteur Fuchs
- 14 octobre : Qui êtes-vous Mister Rockefeller ?
- 12 novembre : L'histoire vraie de Sacco et Vanzetti
- 10 décembre : L'étrange mort de Mussolini

#### 1972
- 3 janvier : L'extravagant M. Regnier
- 28 février : La nuit des longs couteaux
- 27 mars : L'homme qui voulait tuer Napoléon
- 17 avril : Le grand pari de Louis Blériot
- 8 mai : 15 août 1945 : Le plus long jour du Japon (Incident de Kyūjō)
- 12 juin : Un certain Garibaldi
- 17 juillet : La bête du Gévaudan
- 18 septembre : Mort et survie de Martin Bormann
- 9 octobre : L'affaire Victor Noir
- 13 novembre : Spartacus
- 18 décembre : Un certain Charles Dickens

#### 1973
- 1er janvier : William Phips, chercheur de trésor
- 12 février : Paul Thümmel, l'espion A-54
- 5 mars : Cet étrange Basil Zaharoff
- 2 avril : Cortès le Conquérant
- 7 mai : Orsini, l'homme qui voulait tuer Napoléon III
- 4 juin : Les possédées de Loudun
- 2 juillet : L'Affaire Toukhatchevski
- 10 septembre : La Brinvilliers
- 1er octobre : L'honneur de Mme Caillaux
- 5 novembre : Le Ku Klux Klan ou l'Intolérance
- 3 décembre : La mort de Trotsky

#### 1974
- 7 janvier : Madame se meurt ! Madame est morte ! (Henriette d'Angleterre)
- 4 février : L'attentat de la Bürgerbräukeller (Georg Elser)
- 4 mars : Le radeau de la Méduse
- 1er avril : Le « Dos de Mayo »
- 6 mai : Milord Buckingham
- 1er juillet : L'armoire de fer de Louis XVI
- 7 octobre : Les quatre sergents de La Rochelle
- 4 novembre : Les faux monnayeurs d'Hitler (opération Bernhard)

#### 1975
- L'affaire Philby (09/01)
- Pizarre, conquérant du Pérou (06/02)
- 6 mars : L'affaire Stavisky
- L'affaire Prince (03/04)
- La Castiglione (05/06)
- Le masque de fer (03/07)
- L'attentat de Sarajevo (06/10)
- Boris Godounov (03/11)
- L'affaire Petiot[3] (01/12)

#### 1976
- Lawrence d'Arabie (05/01)
- Sous le signe du démon : Gilles de Rais[4] (02/02)
- Un certain docteur Sorge (06/04)
- La Galigaï (03/05)
- Raspoutine (07/06)
- Charlotte Corday (05/07)
- 12 juillet : Une statue nommée liberté
- 4 octobre : La prise du fort Alamo
- 8 novembre : La tragédie de Ciano
- 6 décembre : Le général Boulanger

#### 1977
- 3 janvier : La bande à Bonnot
- 7 février : La fin de Rommel[5]
- 7 mars : Une certaine Gabrielle d'Estrées
- 4 avril : Le coup d'État manqué du 18 Brumaire
- 2 mai : L'affaire Steinheil
- 4 juillet : L'incendie du Reichstag
- 5 décembre : Charlotte et Maximilien

#### 1978
- 4 janvier : L'affaire de Katyn
- 1er février : L'assassinat d'Alexandre de Yougoslavie
- 1er mars : La révolte de Pougatchev
- 5 avril : La bataille de l'eau lourde
- 8 mai : L'assassinat de Jaurès
- 5 juin : Le coup d'État du 2 décembre
- 11 septembre : La marche sur Rome
- 28 octobre : Les mutinés du « Bounty »
- 25 novembre : Opération « Chair à pâté »
- 31 décembre : La nouvelle année (jour de l'an)

#### 1979
- 27 janvier : Le gibet pour Laszlo Rajk
- 31 mars : Le trésor du Tubantia (en)
- 28 avril : La révolte des vignerons
- 26 mai : L'assassinat de l'amiral Darlan
- 30 juin : Moi, Vincent Moulia, condamné pour l'exemple en 1917
- 26 septembre : Les Pâques sanglantes de Dublin
- 31 octobre : Louise Michel, la Vierge rouge de la Commune
- 28 novembre : La guerre des Camisards

### Années 1980-1990

#### 1980
- 2 janvier : Saladin, le sultan chevalier
- 30 janvier : Le cuirassé Potemkine
- 27 février : Las Casas, les Indiens et le génocide (27/02)
- 26 mars : Conrad Kilian, prophète du pétrole
- 30 avril : L'assassinat du chancelier Dollfuss
- 28 mai : Le maréchal Pétain prend le pouvoir
- 25 juin : Les Belges choisissent la liberté (indépendance de 1830)
- 24 septembre : Victoria for Président
- 29 octobre : Monsieur Lafont de la Gestapo française[6],[7]
- 26 novembre : Moi, Claude Eatherly, j'ai détruit Hiroshima

#### 1981
- 3 janvier : Le tour du monde en 120 jours (Edmond Plauchut)
- 28 janvier : Le mystère de Jack l'Éventreur[8]
- 25 avril : Détournez l'avion de Ben Bella ![9] (25/02)
- 25 mars : Bérénice, aimée de Titus (nouvelle version) (25-03)
- 29 avril : Exodus
- 27 mai: César Borgia
- 1er juillet : Le putsch, Munich 1923
- 30 septembre : Blanqui, l'insurgé
- 12 novembre : Qui a tué Ben Barka ?
- 10 décembre : La Flotte se saborde à Toulon

#### 1982
- 20 janvier : Le Procès Eichmann ou Enlevez Adolf Eichmann
- 17 février : Tuer de Gaulle au petit Clamart[10]
- 17 mars : Budapest 56
- 14 avril : La Science et le Suaire
- 12 mai : Un espion nomme Cicéron
- 16 juin : Khrouchtchev-Kennedy : la guerre pour Cuba ?
- 23 septembre : Douze balles pour Laval
- 28 octobre : Le mur de Berlin

#### 1984
- 19 janvier : M. Landru de Gambais
- 14 juin : Les taxis de la Marne

#### 1985
- 21 février : L'homme qui voulait empêcher la guerre (Birger Dahlerus (en))
- 23 mai : Clemenceau : Le tigre
- 13 juin : Le Négus : la tragédie du roi des rois (Haïlé Sélassié Ier)
- Cycle Victor Hugo, à l'occasion du centenaire de sa mort : 
  - 18 juillet : Je veux être Chateaubriand ou rien
  - 25 juillet : Ô mes jeunes années
  - 1er août : Olympio
  - 8 août : Il y a des hommes-océan
- 18 septembre : Le temps de Pierrot le fou
- 16 octobre : L'énigme du courrier de Lyon
- 20 novembre : La mort à Ekaterinenbourg (fin de la dynastie Romanov)
- 18 décembre : Messieurs Lumière père et fils où la naissance du cinéma

#### 1986
- 22 janvier : Ibn Seoud ou l'épopée du désert
- 19 février : Le mystère Canaris
- 26 mars : La légende de Mandrin
- 16 avril : La grande conspiration de la Cagoule
- 18 juin : Al Capone : vie et mort d'un gangster[11]
- 16 juillet : La tragédie de Louis Renault
- 10 septembre : L'histoire vraie du Diable au corps
- 8 octobre : 150 millions de fausses livres sterling pour Hitler (Opération Bernhard)
- 12 novembre : Georges Guynemer, la gloire et le sang
- 10 décembre : Victor Kravchenko choisit la liberté

#### 1987
- Le triple mystère Rudolph Hess
- 11 février : Ben Gourion, le prophète armé
- 18 mars : Monte Cristo, le secret (Pierre Picaud et Le Comte de Monte-Cristo)
- 13 mai : Fallait-il détruire Monte Cassino ?
- 10 juin : Brasillach, la mort en face[12]
- 9 juillet : Champollion où le mystère des hiéroglyphes
- 27 août : Leclerc sans peur et sans reproche[13]

#### 1992
- 13 septembre : Les massacres de septembre

#### 1994
À l'occasion du cinquantième anniversaire du Débarquement de Normandie, TF1 diffuse un programme court quotidien, avant le journal de 20 heures, dans lequel Alain Decaux raconte les événements du jour, cinquante ans plus tôt. Cette chronique est diffusée du 30 mai au 14 juin, puis du 1er au 25 août 1994.